# Budin (potok)
Budin je potok, ob vznožju planote Pokljuka. Pri naselju Krnica se kot desni pritok izliva v reko Radovno.